# Kabinett Jawara III

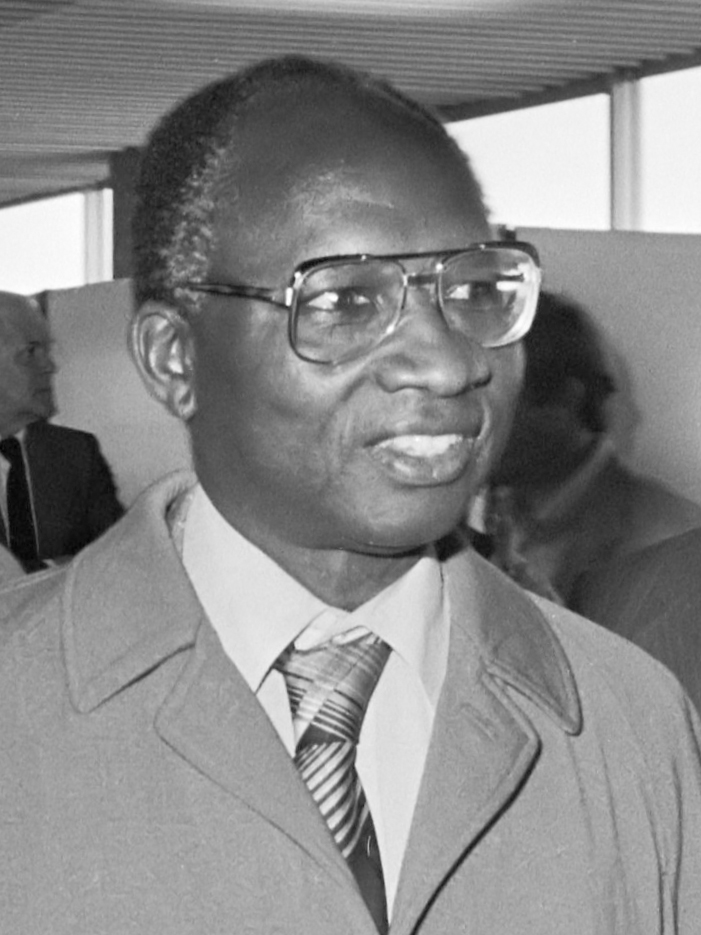
Präsident Dawda Jawara (1979)

Das Kabinett Jawara III wurde in Gambia am 29. März 1972 durch Präsident Dawda Jawara von der Fortschrittlichen Volkspartei PPP (People’s Progressive Party) gebildet. Das Kabinett löste das zweite Kabinett Jawara ab. Es befand sich bis zu den Wahlen am 4. April 1977 im Amt und wurde dann durch das Kabinett Jawara IV abgelöst.
Bei den Wahlen vom 29. März 1972 hatte Jawaras PPP 65.388 Stimmen (63 Prozent) erreicht und erhielt 28 der 32 Sitze. Die United Party (UP) des früheren Premierministers Pierre Sarr N’Jie kam auf 17.161 Wählerstimmen (16,5 Prozent) und stellte drei Abgeordnete. Des Weiteren zog mit Batapa Drammeh ein unabhängiger Kandidat in das Parlament ein. Nach der Konstituierung des Repräsentantenhauses erfolgte durch die gewählten Abgeordneten die Wahl Jawaras zum Präsidenten der Republik, wobei er sich aufgrund der absoluten Mehrheitsverhältnisse gegen den von der UP aufgestellten Gegenkandidaten P. H. Coker durchsetzen konnte.
Als Zeichen der Abkehr vom Kolonialismus benannte man die Hauptstadt Bathurst am 24. April 1973 im Zuge der Afrikanisierung in Banjul um. Im Oktober 1975 gründete der frühere Vizepräsident Sheriff Mustapha Dibba die Nationale Versammlungspartei NCP (National Convention Party), die sich bei den folgenden Wahlen zur größten Oppositionspartei entwickelte.

## Minister
| Amt                                                              | Amtsinhaber |
| ---------------------------------------------------------------- | --- |
| Präsident                                                        | 29. März 1972 bis 4. April 1977: Dawda Jawara (1924–2019)                                                                          |
| Vizepräsident                                                    | März 1972 – September 1972: Sheriff Mustapha Dibba (1937–2008) September 1972 – April 1977: Andrew Camara (1923–2013)              |
| Staatsminister im Präsidialamt                                   | März 1972 – Oktober 1972: Momodou Cadija Cham (* 1938)                                                                             |
| Generalsekretär im Präsidialamt Leiter des öffentlichen Dienstes | März 1972 – April 1977: Eric Herbert Christensen (1923–1990)                                                                       |
| Finanzminister                                                   | März 1972 – September 1972: Sheriff Mustapha Dibba (s. o.) September 1972 – April 1977: Ibrahima Momodou Garba-Jahumpa (1912–1994) |
| Außenminister                                                    | März 1972 – Juli 1974: Andrew Camara (s. o.) Juli 1974 – April 1977: Alieu Badara N’Jie (1904–1982)                                |
| Minister für Kommunalverwaltung und Ländereien                   | März 1972 – Juli 1974: Yaya Ceesay (* 1937) Juli 1974 – April 1977: Andrew Camara (s. o.)                                          |
| Gesundheitsminister                                              | März 1972 – April 1977: Kalilou Singhateh (1934–2025)                                                                              |
| Minister für Landwirtschaft und natürliche Ressourcen            | März 1972 – Juli 1974: Alieu Badara N’Jie (s. o.). Juli 1974 – April 1977: Yaya Ceesay (s. o.)                                     |
| Minister für Bildung, Jugend und Sport                           | Oktober 1972 – April 1977: Momodou Cadija Cham (s. o.)                                                                             |
| Minister für Wirtschaftsplanung und industrielle Entwicklung     | Juli 1974 – Juli 1975: Sheriff Mustapha Dibba (s. o.) Juli 1975 – April 1977: Lamin Bora M’Boge (1932–2008)                        |
| Minister für öffentliche Arbeiten und Kommunikation              | März 1972 – April 1977: Alieu Sulayman Jack (1922–2010)                                                                            |
| Generalstaatsanwalt                                              | März 1972 – April 1977: Momadu Lamin Saho (1932–1993)                                                                              |

## Hintergrundliteratur
- Gambia seit 1946, in: Der Große Ploetz. Die Enzyklopädie der Weltgeschichte, Verlag Vandenhoeck & Ruprecht, 35. Auflage, 2008, S. 1935 f., ISBN 978-3-525-32008-2